# 阿尔穆和科

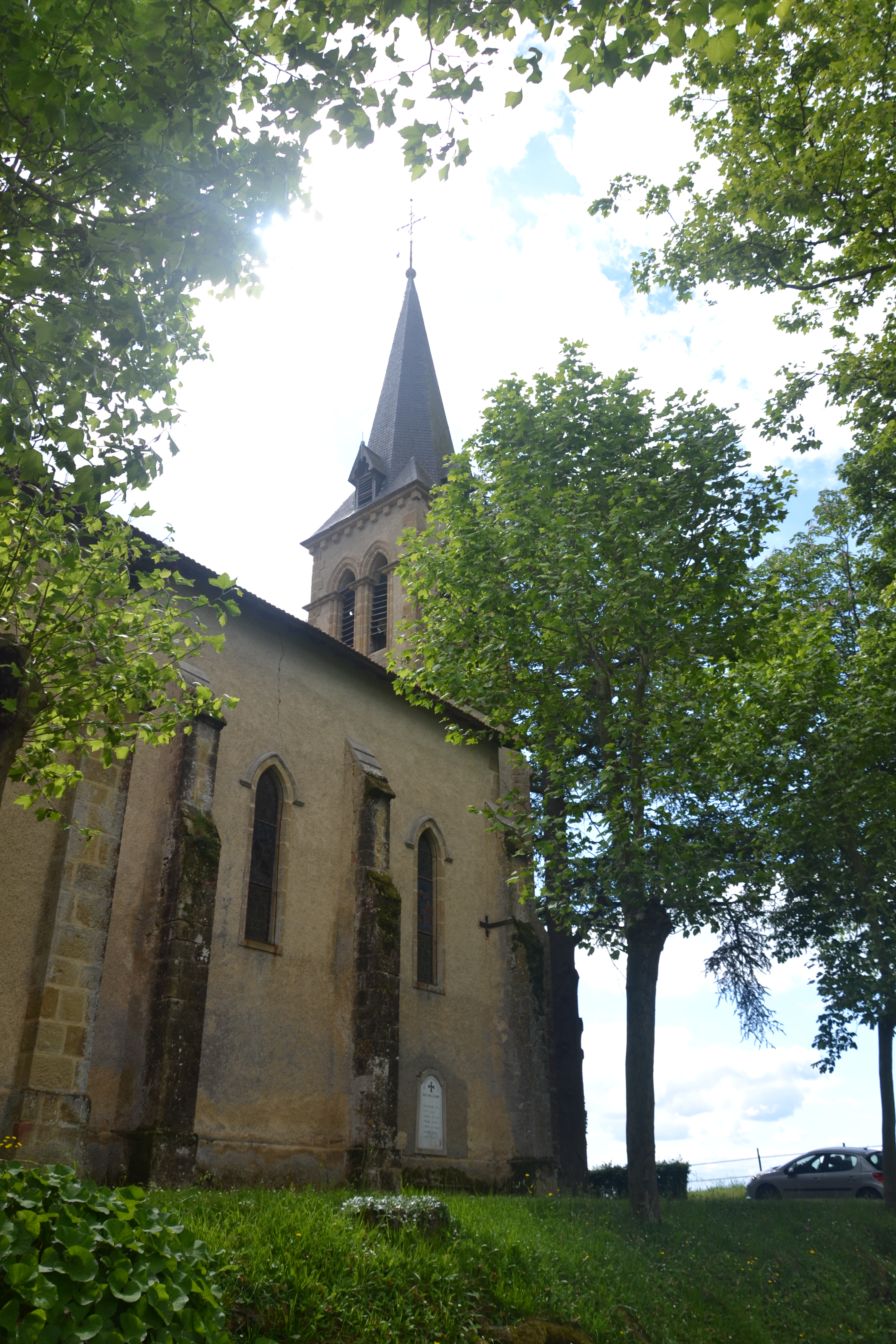
阿尔穆和科

阿尔穆和科（法語：Armous-et-Cau）是法国热尔省的一个市镇，属于米朗德区（Mirande）蒙泰斯屈伊乌县（Montesquiou）。该市镇总面积9.33平方公里，2009年时的人口为95人。

## 人口
阿尔穆和科人口变化图示